# 大小非
大小非是中国A股市场股权分置改革（股改）后的产物，是对股改前原本不流通但在股改后可以逐渐全流通的“非流通股份”的俗称。大非指原为国有股份的限售非流通股；小非指原为法人股份的限售非流通股。
“非流通股东”包括“国有股东”和“法人股东”。在股市前十几年的发展过程中，为保证大部分的上市公司保留社会主义公有制的性质，多数上市公司在发行上市（IPO）时的股权结构中，国有股东持有的国有股份会比例较大、数量较多占主导地位。在股改对价后，这些国有股份获俗称“大非”；同国有股份相比，“法人股东”持有的法人股份数量相对较小，股改后获俗称“小非”。“非流通股”由上述两种股份共同组成，股改后被并称为“大小非”。